# Marvin
Marvin, a „paranoid android”, Douglas Adams Galaxis útikalauz stopposoknak című sci-fi sorozatának robot főszereplője.

## Neve
Douglas Adams szerint „Marvin neve az Andrew Marshallból származik. Ő is egy komikus író, és pont így néz ki.”
A Galaxis útikalauz korai változatában a robotot még Marshallnak hívták, majd a rádiójáték készítése során nevezték át Marvinra. Egyrészt azért, hogy ne okozhasson sértődést az író részéről, másrészt hogy ne származzon probléma a kiejtés miatti félreértésekből, ugyanis a Marshall név kiejtése hasonlít a martial (magyarul: hadi, harcias, katonás) szó kiejtésére.
Adams azt is elismerte, hogy Marvin a világirodalom depressziós szereplői közé tartozik, mint Milne Micimackójában Füles, vagy mint Shakespeare Ahogy tetszik című vígjátékában Jacques. Sőt, időnként maga Adams is.

## Szerepe
Marvin a Szíriusz Kibernetikai Társaság által fejlesztett Valódi Egyedi Személyiséggel ellátott robotok egyik prototípusa. Míg a társaság egyes fejlesztései, például az Arany Szív űrhajó ajtói „vidám és napsütötte természettel van megáldva”, Marvin mindig lehangolt és szomorú személyiséget kapott, aki „bolygónyi méretű agya” ellenére csupán egyszerű feladatokkal van megbízva.
Amikor a krikettiek kimentették a Squornshellus Zéta mocsaraiból, agyát rákötötték hadi komputerük intelligenciamagjára. Marvin koordinálta a teljes bolygó harci stratégiáját, közben háromszor megoldotta a világ összes főbb matematikai, fizikai, kémiai, biológiai, szociológiai, filozófiai, etimológiai, meteorológiai és pszichológiai problémáját.

## Megformálása
Marvin testét a televíziós sorozatban David Learner, a filmváltozatban Warwick Davis mozgatta. Hangját az előbbiben Stephen Moore, a filmben Alan Rickman adta. Külseje eltérő a sorozatban, a filmben, illetve a regényborítókon is.

## Marvin a kultúrában
Stephen Moore készített két Marvin-kislemezt két-két számmal, Marvin  és Double B-side címmel, de egyik sem került be a UK TOP 40-es listára. A Marvin legjobb brit listás helyezése csak az 52. volt,
Marvin a virginmedia.com egy felmérésében minden idők 18. legjobb robotja lett, ahol mögé került Optimus Prime (Transformers) és C-3PO (Csillagok háborúja) is.
1997-ben a brit Radiohead nevű együttes Marvin után adta egyik dalának a Paranoid Android címet.